# كاميرون بوبير
كاميرون بوبير (بالإنجليزية: Cameron Beaubier)‏ مواليد 6 ديسمبر 1992 في كاليفورنيا، الولايات المتحدة، هو متسابق دراجات نارية أمريكي. نافس في سباقات بطولة العالم لفئة 125 سي سي.

## روابط خارجية
- كاميرون بوبير على موقع MotoGP.com (الإنجليزية)
- كاميرون بوبير على موقع WorldSBK.com (الإنجليزية)
- كاميرون بوبير على موقع AS.com (الإسبانية)